# 貴船 (名古屋市)
貴船（きふね）は、愛知県名古屋市名東区の地名。現行行政地名は貴船一丁目から貴船三丁目。住居表示未実施。

## 地理
名古屋市名東区中央部に位置する。南は陸前町・勢子坊一丁目・勢子坊二丁目、北は上社四丁目・上社五丁目に接する。

## 歴史
江戸期までの愛知郡上社村と下社村の境界付近に位置する。

### 町名の由来
当地に所在する貴船社（貴船神社）の名に由来する。貴船社は江戸前期には「貴船大明神」とも呼ばれ、下社村の氏神として信仰を集めた。

### 行政区画の変遷
- 1976年（昭和51年）10月3日 - 名東区猪高町大字一社の一部により、同区貴船一丁目が成立する[1]。西一社土地区画整理組合の換地処分による[4]。
- 1984年（昭和59年）2月11日 - 名東区猪高町大字上社の一部を一丁目に編入する[1]。また、大字上社の一部により、貴船二丁目および貴船三丁目がそれぞれ成立する[1]。上社土地区画整理組合の換地処分による[4]。
- 1986年（昭和61年）8月31日 - 名東区猪高町大字一社の一部を一丁目および二丁目にそれぞれ編入する[1]。また、三丁目に大字一社および大字上社の各一部を編入する[1]。東一社土地区画整理組合の換地処分による[4]。

## 世帯数と人口
2019年（平成31年）4月1日現在の世帯数と人口は以下の通りである。
| 丁目       | 世帯数    | 人口    |
| ---------- | --------- | ------- |
| 貴船一丁目 | 726世帯   | 1,816人 |
| 貴船二丁目 | 524世帯   | 1,319人 |
| 貴船三丁目 | 581世帯   | 1,549人 |
| 計         | 1,831世帯 | 4,684人 |

### 人口の変遷
国勢調査による人口の推移
| 2000年（平成12年） | 4,504人 | [ WEB 6 ] |  |
| 2005年（平成17年） | 4,630人 | [ WEB 7 ] |  |
| 2010年（平成22年） | 4,587人 | [ WEB 8 ] |  |
| 2015年（平成27年） | 4,611人 | [ WEB 9 ] |  |

## 学区
市立小・中学校に通う場合、学校等は以下の通りとなる。また、公立高等学校に通う場合の学区は以下の通りとなる。なお、小・中学校は学校選択制度を導入しておらず、番毎で各学校に指定されている。
| 丁目       | 小学校                                    | 中学校                                      | 高等学校 |
| ---------- | ----------------------------------------- | ------------------------------------------- | -------- |
| 貴船一丁目 | 名古屋市立貴船小学校 名古屋市立上社小学校 | 名古屋市立高針台中学校 名古屋市立上社中学校 | 尾張学区 |
| 貴船二丁目 | 名古屋市立貴船小学校 名古屋市立上社小学校 | 名古屋市立高針台中学校 名古屋市立上社中学校 | 尾張学区 |
| 貴船三丁目 | 名古屋市立貴船小学校 名古屋市立上社小学校 | 名古屋市立高針台中学校 名古屋市立上社中学校 | 尾張学区 |

## 交通
- 愛知県道59号名古屋中環状線[2]
- 愛知県道219号浅田名古屋線 - 上の県道59号と重複

## 施設
- 名古屋市上下水道局名東サービスステーション[2]
- 貴船社[2]
- 名古屋市立貴船小学校[2]
- 足狭間公園[2]

## その他

### 日本郵便
- 郵便番号 : 465-0058[WEB 3]（集配局：名東郵便局[WEB 12]）。

### WEB
1. ↑  “愛知県名古屋市名東区の町丁・字一覧”.   人口統計ラボ. 2017年10月7日閲覧。
2. 1 2  “町・丁目(大字)別、年齢(10歳階級)別公簿人口(全市・区別)”.   名古屋市 (2019年4月22日). 2019年4月23日閲覧。
3. 1 2  “郵便番号”.  日本郵便. 2019年3月17日閲覧。
4. ↑  “市外局番の一覧”.   総務省. 2019年1月6日閲覧。
5. 1 2  名古屋市役所市民経済局地域振興部住民課町名表示係 (2015年10月21日). “名東区の町名一覧”.   名古屋市. 2017年10月7日閲覧。
6. ↑  名古屋市役所総務局企画部統計課統計係 (2005年7月1日). “（刊行物）名古屋の町(大字)・丁目別人口 (平成12年国勢調査) 名東区” (XLS). 2017年10月8日閲覧。
7. ↑  名古屋市役所総務局企画部統計課統計係 (2007年6月29日). “平成17年国勢調査　名古屋の町(大字)別・年齢別人口 名東区” (XLS). 2017年10月8日閲覧。
8. ↑  名古屋市役所総務局企画部統計課統計係 (2012年6月29日). “平成22年国勢調査　名古屋の町(大字)別・年齢別人口 名東区” (XLS). 2017年10月8日閲覧。
9. ↑  名古屋市役所総務局企画部統計課統計係 (2017年7月7日). “平成27年国勢調査　名古屋の町(大字)別・年齢別人口” (XLS). 2017年10月8日閲覧。
10. ↑  “市立小・中学校の通学区域一覧”.   名古屋市 (2018年11月10日). 2019年1月14日閲覧。
11. ↑  “平成29年度以降の愛知県公立高等学校（全日制課程）入学者選抜における通学区域並びに群及びグループ分け案について”.   愛知県教育委員会 (2015年2月16日). 2019年1月14日閲覧。
12. ↑  “郵便番号簿 2018年度版” (PDF).   日本郵便. 2019年4月23日閲覧。

### 文献
1. 1 2 3 4 5 6  名古屋市計画局 1992, p. 869.
2. 1 2 3 4 5 6 7  「角川日本地名大辞典」編纂委員会 1989, p. 1550.
3. ↑  名古屋市計画局 1992, p. 660.
4. 1 2 3  名東区区制20周年記念事業実行委員会 1995, p. 84.